# Westrick-Formel
Mit der Westrick-Formel können Tarifabschlüsse mit unterschiedlichen Laufzeiten vergleichbar gemacht werden.

## Geschichte
Ludger Westrick, ehemaliger Staatssekretär im Bundeswirtschaftsministerium, hat (1963 anlässlich einer Metall-Tarifrunde) eine (vereinfachende) Formel für Tarifverträge mit längerer  Laufzeit als 12 Monaten entwickelt. Bei längerer als einjähriger Laufzeit stellt sich regelmäßig die Frage nach der mittelfristig realen Belastung für die Unternehmen.

## Formel
Die Formel geht davon aus, dass in der Regel Tarife für ein Jahr abgeschlossen werden, wenn doch länger, so sich ein langfristiger Spareffekt ergibt. Die langfristige Realbelastung berechnet sich dann mit
{\displaystyle {\text{Belastung in }}\%={\frac {{\text{tatsächliche prozentuale Erhöhung}}\cdot {\text{reale Laufzeit}}}{\text{reale Laufzeit + (reale Laufzeit - 12)}}}}
Mitunter findet man auch eine vereinfachte, aber etwas ungenauere Formel:
{\displaystyle {\text{Belastung in }}\%={\frac {\text{tatsächliche prozentuale Erhöhung}}{\text{reale Laufzeit}}}\cdot 12}

## Beispielrechnung
Gegeben sei eine Tariferhöhung von 3 % auf 18 Monate.

### Genauere Formel
{\displaystyle {\text{Belastung in }}\%={\frac {3\cdot 18}{18+(18-12)}}=2{,}25\,\%}

### Vereinfachte Formel
{\displaystyle {\text{Belastung in }}\%={\frac {3}{18}}\cdot 12=2{,}0\,\%}